# Compagnia dei Santissimi Innocenti

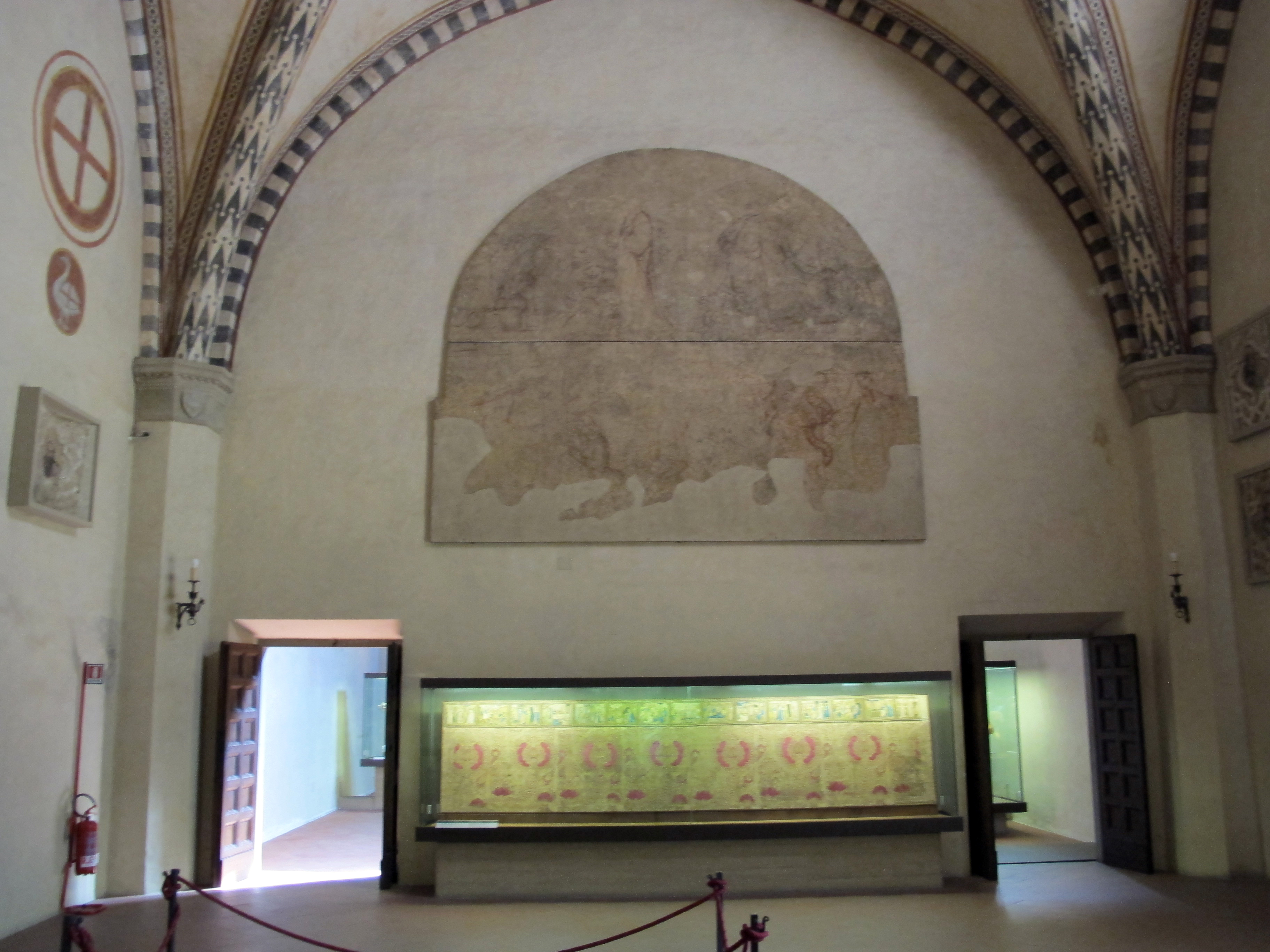
La cappella degli Ubriachi in Santa Martia Novella

La Compagnia dei Santissimi Innocenti, o del Nocentino, è stata un'antica confraternita di Firenze. 

## Storia
La confraternita nacque il primo maggio 1389 in onore dei santi Innocenti martirizzati da Erode, con sede presso la chiesa di Santa Maria Maggiore e scopi devozionali e di assistenza ai malati.
Nel luglio del 1415 si trasferì nella cappella sotterranea dei Popoleschi in Santa Maria Novella, e il 24 gennaio 1456 nel chiostro maggiore della stessa chiesa, presso la cappella degli Obriachi. Qui al tempo del Richa esisteva ancora una tavola della Strage degli Innocenti commissionata dalla Compagnia. 
Dallo statuto del 1634 il numero di confratello fu fissato a un massimo di sessanta. Nel 1640 fu invece stabilito di non accettare più di dodici perosne facenti lo stesso mestiere, per evitare che la confraternita prendesse una connotazione prevalentemente professionale.
Nel censimento del 1783 sono infatti riportati sessanta iscritti tra nobili e cittadini, ma il sodalizio risulta privo di chiesa propria e di Correttore, sagnalando un evidente stato di decadenza. Infatti fu soppressa da Pietro Leopoldo il 21 marzo del 1785 e mai più ripristinata.

## Organizzazione
La Compagnia era retta da sei padri capitani, quattro consiglieri, quattro visitatori d'infermi, due maestri di novizi, un provveditore, un camarlingo, uno scrivano e un famiglio. A questi si aggiungeva, non iscritto al sodalizio, un padre correttore, che confessava e assisteva spiritualmente i confratelli. 
Alla confraternita potevano iscriversi anche le donne, purché fossero imparentate con qualche confratello e fossero "di buona et honesta vita e costumi". Tuttavia esse non avevano diritto di voto né potevano ricoprire incarichi.

## Pratiche religiose
Le riunioni ("tornate") avevano luogo ogni seconda e quarta domenica del mese, oltre che il giorno dei martiri innocenti (28 dicembre), l'Epifania, la Candelora e tutte le domeniche dell'Avvento. riunioni straordinarie erano inoltre decise dai Capitani. Per la festa dei patroni la compagnia veniva addobbata dai festaioli scelti, con spesa massima di quaranta lire, comprese le candele e i "panellini" da mangiare, poi era prevista la processione dei confratelli con una sacra reliquia degli Innocenti, con trobetti, torce e baldacchini. Dal 1578 veniva regalata una dote alla figlia di un confratello povero, per permetterle di maritarsi o monacarsi.
Quando moriva un confratello, "pagante e et non habbia debito più che dieci soldi di tasse", la Compagnia celebrava a proprie spese ben trenta messe in suffragio, in chiese scelte dal Provveditore. 

## Stemma
Lo stemma della confraternita mostra un putto al naturale in fasce bianche e rosse e in campo d'argento. 